# Петринская, Галина Георгиевна
Галина Георгиевна Петринская (9 апреля 1935, Москва — 15 декабря 2000, там же) — советская и российская цирковая артистка, воздушная гимнастка, дрессировщица, народная артистка России (1993).

## Биография
Галина Георгиевна Петринская родилась 9 апреля 1935 года в Москве. Занималась в районной юношеской спортивной школе, имела второй разряд по спортивной гимнастике. Кроме этого, занимались конькобежным спортом и плаванием.
В 1950—1954 годах училась в Государственном училище циркового искусства (ГУЦИ), которое окончила с отличием. Вместе с Марией Фалеевой и Валентиной Сурковой подготовила выпускной номер «Вольтиж на раме», с которым сначала выступали в разных городах страны, а с 1960 года — в паре с М. Фалеевой в Московском цирке. В начале 1960-х годов подготовила сольный номер на висячем канате (кор-де-парель).
После окончания карьеры воздушной гимнастки работала партнёршей мужа, дрессировщика медведей Айрада Вильданова.
Умерла 15 декабря 2000 года, похоронена на Ясеневском кладбище в Москве.

### Семья
- Муж — цирковой артист Айрад Гильфанович Вильданов (1948—2012), дрессировщик, заслуженный артист России[1].

## Награды и премии
- Заслуженная артистка РСФСР (4 июня 1973 года)[3].
- Медаль «За трудовое отличие» (14 февраля 1980 года) — за заслуги в развитии советского циркового искусства[4][5].
- Народная артистка Российской Федерации (18 декабря 1993 года) — за большие заслуги в области циркового искусства[6].